# پاور پاراشوت

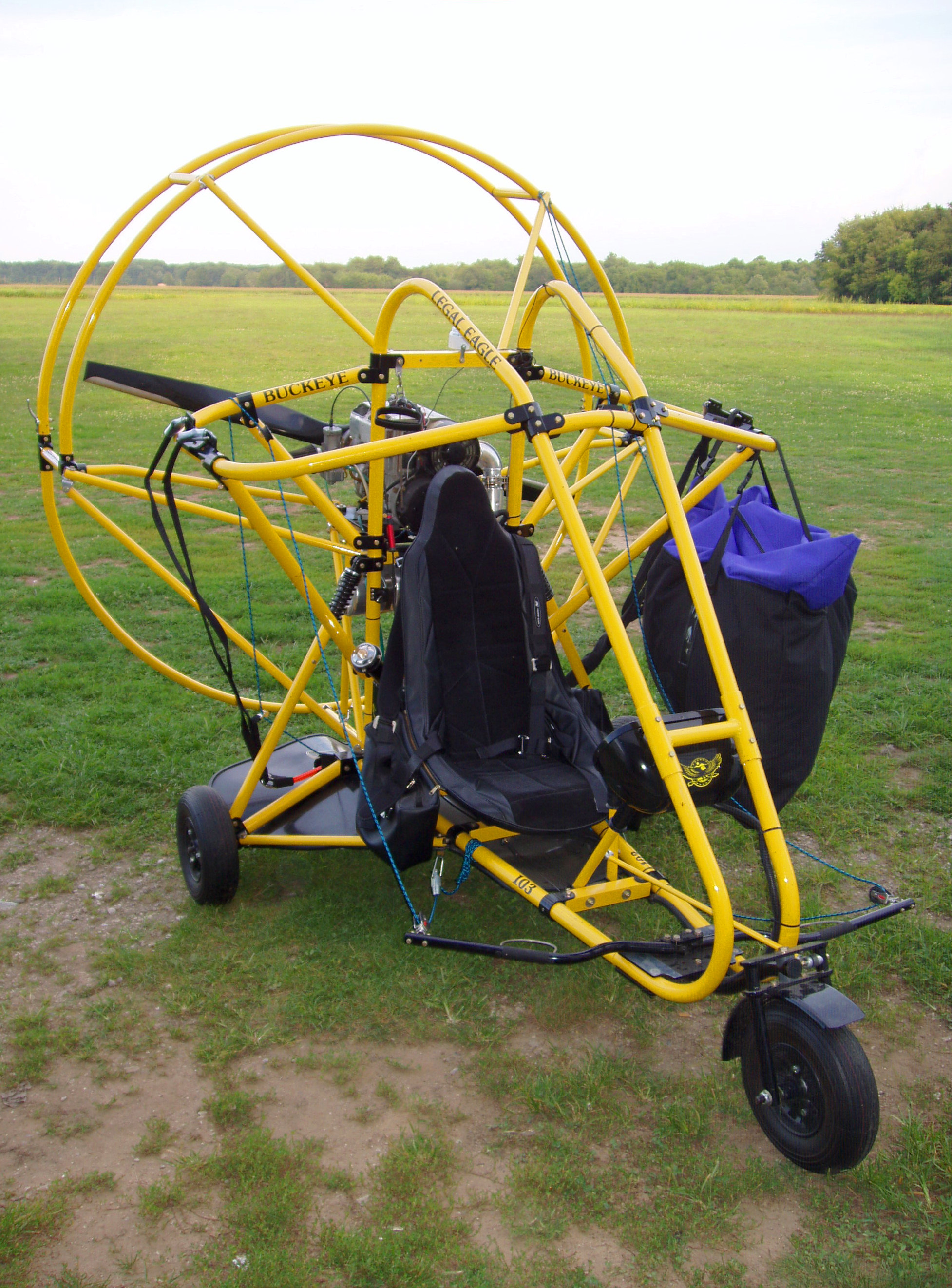
نمای پاور پاراشوت بدون بال

پاور پاراشوت (انگلیسی: Powered parachute) یا PPC که در برخی منطق ایران پاراتراک نیز نامیده می‌شود یک چتر پاراگلایدر اصلاح شده‌است که شامل چتر نجات رزرو برای مواقع اضطراری با یک شاسی چرخ دار شبیه موتورهای کارتینگ با یک موتور با پروانه مخصوص آن می‌باشد و نوعی هواگرد فوق سبک به‌شمار می‌رود. سرعت سیر هوایی این هواگرد به‌طور معمول ۲۵–۳۵ مایل در ساعت (۴۰–۶۰ کیلومتر در/ ساعت) است.
با این وسیله می‌توانید با خیال راحت در ارتفاعات مختلف سطح زمین تا ارتفاع ۵٫۵ کیلومتری از سطح دریا (۱۸٬۰۰۰+ فوت) پرواز لذت بخشی را تجربه کنید.
ارتفاع خوب جهت مشاهده مناظر معمولآ بین ۵۰۰ و ۱۵۰۰ فوت (۱۵۰–۵۰۰ متر) می‌باشد. این وسیله مجهز به مخزن سوخت استاندارد ۵ یا ۱۰ گالنی (۲۰ الی ۴۰ لیتر) که می‌تواند یک پرواز ۳ ساعته ارائه دهد.

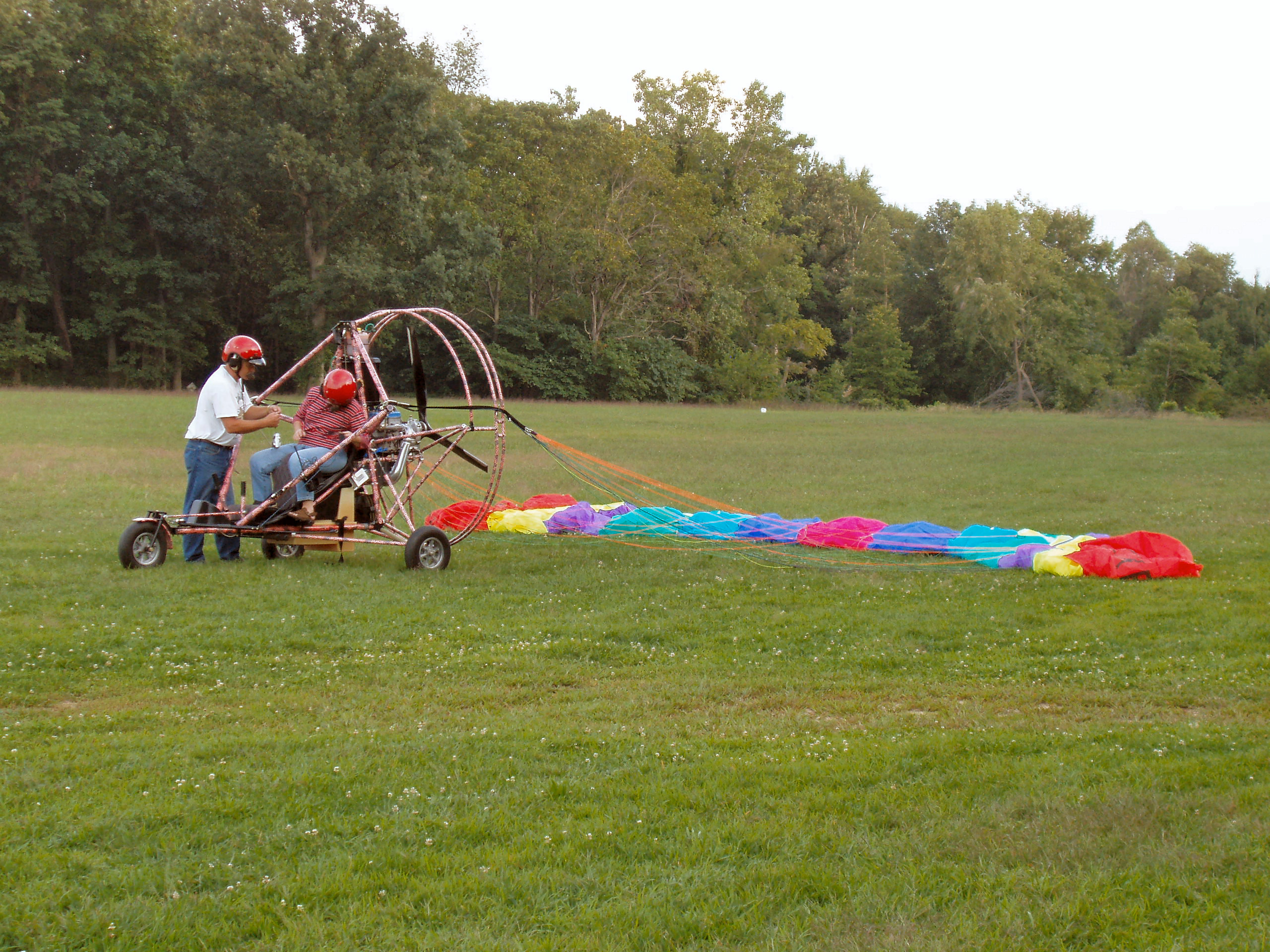
پاور پاراشوت در لحظه تیک آف

این وسیله پرنده تقریباً در بین هواپیماهای فوق سبک قیمت مناسب تری دارد. حدود قیمت آن در نسخه تک صندلی از حدود ۱۰٬۰۰۰ دلار شروع می شود. با این حال، قیمتی که می توانید برای یک پرنده خوب، جدید و دو سرنشین انتظار داشته باشید، می تواند از ۲۵٬۰۰۰ تا ۴۵٬۰۰۰ دلار متغیر باشد.
وزن این وسیله بین ۹۰–۱۳۵ کیلوگرم وبا بار می‌تواند به بیش از ۵۰۰ پوند (۲۲۵ کیلوگرم) افزایش یابد (تراک دونفری).

## برخاست و فرود
جهت برخاست و فرود به یک پیست یا زمین صاف ۳۰ متری نیاز دارید (۱۰۰فوت) که بسیار کوچک و راحت یافت می‌شود. پرواز آن در آمریکا و اروپا تحت بخشنامه ۱۰۳ از مقررات حمل و نقل هوایی فدرال نیاز به مجوز هواپیمایی کشور واجازه برج مراقبت ندارد، ممکن است بدون مجوز و بعد از دوره آموزش در اطراف شهر پرواز کنید.
- تذکر: همانند پیشینه رادیو در ایران، پرواز این وسیله نیز به دلیل فراگیر نبودن و وجود نگاه امنیتی بر فراز آسمان شهرهای بزرگ و بیشتر آسمان کشور ممنوع است و تنها در سایت های پروازی مجاز که تنها در بعضی از استان ها وجود دارد قابل اجرا می باشد.[۱]

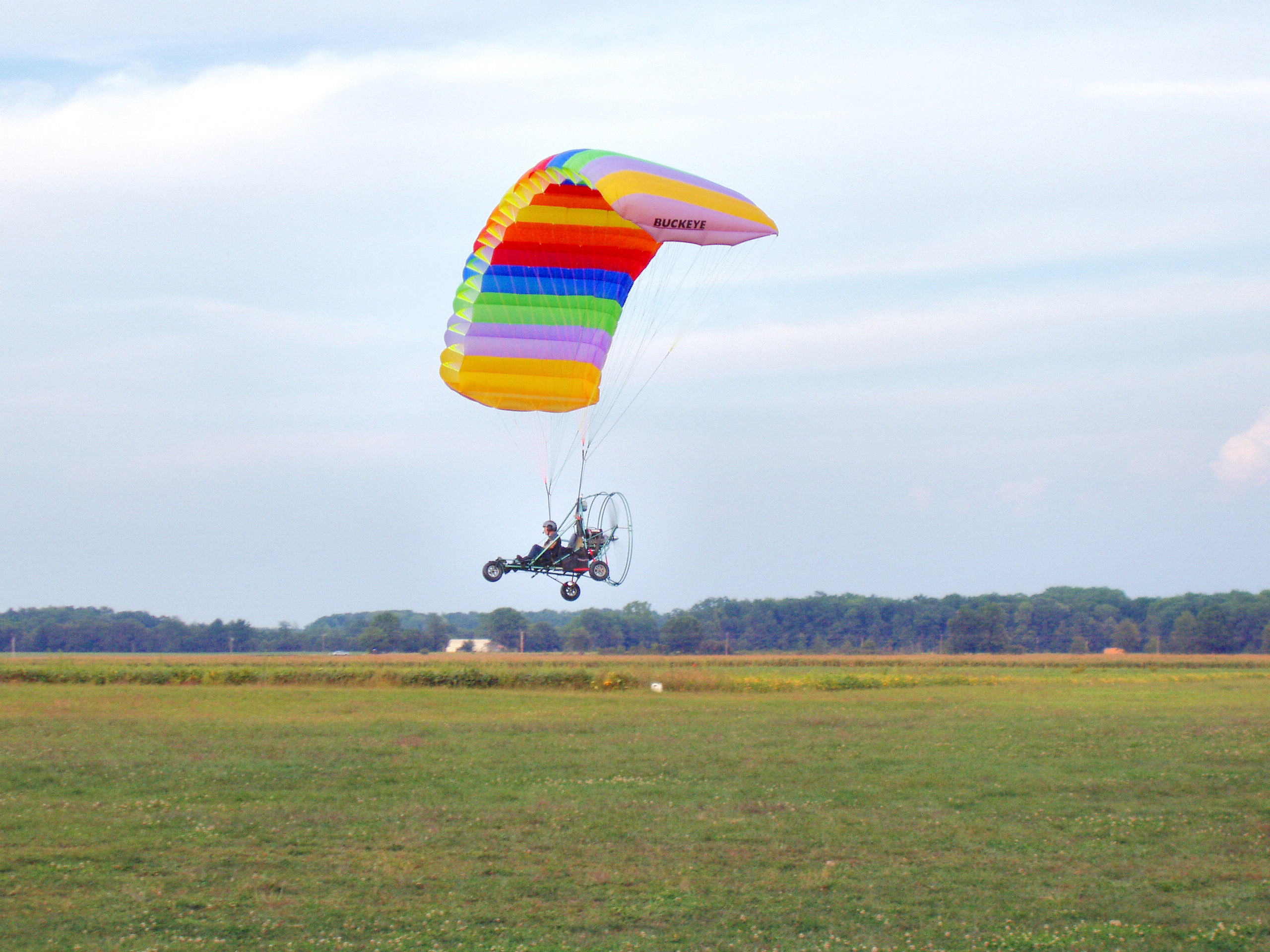
در حال پرواز با ارتفاع کم

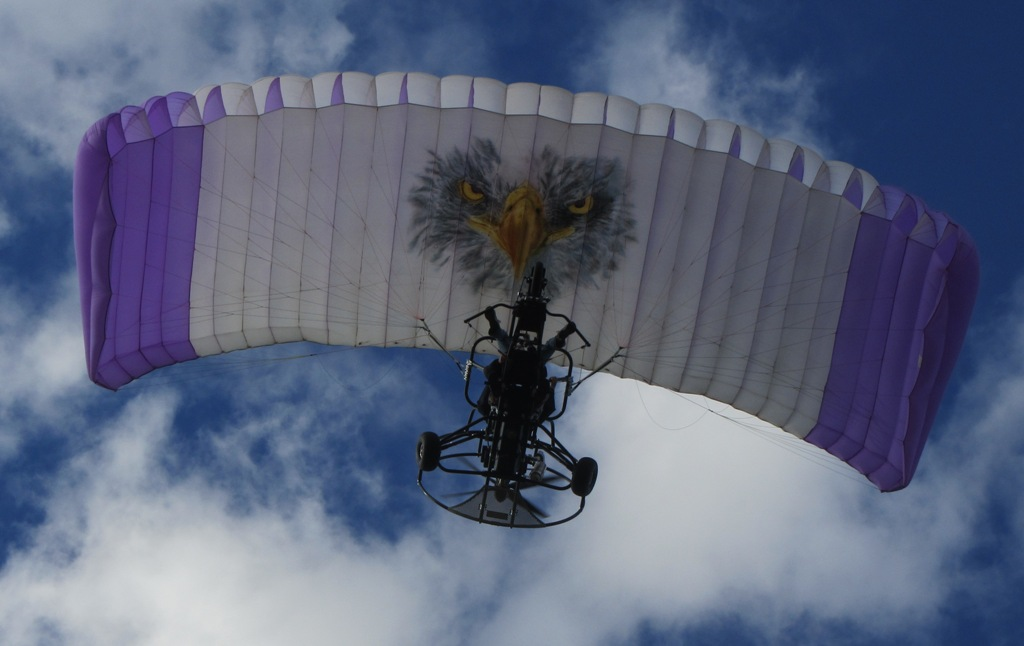
تصویر پرواز پاراتراک (powered parachute trike)

## انواع موتورها
انواع موتور ایجاد کننده نیروی محرکه دارای اهمیت ویژه‌ای در وسیله پروازی شما می‌باشد و در صورت عدم انتخاب صحیح موتور وسیله شما از زمین کنده نخواهد شد!.
موتورهای ساخت کشورهای مختلف نظیر ایتالیا و آلمان دارای طرفداران بیشتری می‌باشند و قدرت آن‌ها بین ۳۵ اسب بخار تا ۷۲ اسب بخار متغیر است.
- تذکر مهم: اگر درمناطق کوهستانی می‌خواهید پرواز کنید از موتورهای بالای ۴۰ اسب بخار استفاده نمائید. بعلت فشار هوا و تفاوت آن با کنار دریا.

## مراحل آموزش
بهترین حالت جهت آموزش، در ابتدا یادگیری پاراگلایدر و بعد پاراتراک می‌باشد زیرا تسلط بهتری برای شما ایجاد می‌کند.
در ایران خلبان باید حداقل یک گواهینامه خلبانی ورزشی صادر شده توسط انجمن ورزش های هوایی ایران یا سازمان  هواپیمایی کشوری را داشته باشد.
TrikeBuggy دارای یک برنامه درسی کامل و البته آموزش عملی بر PPG و راندن سه چرخه پاور پاراشوت است!
حداقل ۱۰ ساعت آموزش تئوری پرواز، و ۲ ساعت پس از آن کار عملی انفرادی به عنوان یک خلبان مبتدی، لازم است برای به دست آوردن این گواهی. ابتدا به تسلط لازم در کنترل و تاکسی سه چرخه و کنترل گاز دستی و ترمز آن برسید. سپس مراحال چتر کشی و آوردن چتر در جای مناسب بالای سر وسیله و ایجاد تعادل، جزو مراحل بعدی عملی می‌باشد.
معمولاً بعد اتمام آموزش اولین پرواز شما هیجان و خاطره ویژه‌ای خواهد داشت. از عکس‌های اولین پروازتان می‌توان لبخند بزرگ و چشمهای درخشان شما را بخوبی بیاد داشت.

## امنیت در پرواز
پرواز با چتربال بسیار زیبا و لذت بخش است و یک رقابت شخصی همیشگی است پرواز با آن تلفیقی از حرکات تراک و کنترل مغز است که در یک بازی فوق‌العاده با هم مخلوط می‌شوند. یک گروه از خلبانان مشتاق و بی تجربه می‌توانند عامل بالقوه یک حادثه باشند. اشتباهات، بی‌توجهی‌ها و خود را نشان دادن می‌توانند باعث حادثه شوند. متخصصان مورد اطمینان را انتخاب کنید. دوره‌هایی را که نیاز دارید حتماً بگذرانید قبل از آنکه خودتان دست به ماجراجویی بزنید.